# Saul Akkemay
Saul Akkemay (Gent, 14 oktober 1964) is een Vlaamse, freelance journalist, columnist en essayist, van Waalse (Duitstalig)-Joodse afkomst. Hij komt uit een vrijzinnige familie. 
Hij schrijft onder het pseudoniem Panbello en publiceert hoofdzakelijk essays over de Joodse bijdrage tot het film-noirgenre.

## Werken
- High Heels on a Wet Pavement: de Joodse Bijdrage tot Film Noir (essays) 2003
- Beter Laat dan Dood (misdaadverhaal) 2004